# Омельницька сільська територіальна громада
Омельницька сільська територіальна громада — територіальна громада в Україні, у Кременчуцькому районі Полтавської області. Адміністративний центр — село Омельник.
Площа громади — 224,82 км², населення — 5063 мешканці (2018).
Утворена 13 серпня 2015 року шляхом об'єднання Демидівської, Запсільської, Омельницької та Рокитненської сільських рад Кременчуцького району.

## Населені пункти
До складу громади входять 20 сіл:
- Варакути
- Гуньки
- Демидівка
- Запсілля
- Ковалі
- Крамаренки
- Литвиненки
- Найденівка
- Омельник
- Онищенки
- Пустовіти
- П'ятихатки
- Радочини
- Рокитне
- Романки
- Степівка
- Федоренки
- Щербаки
- Щербухи
- Яремівка